# Deadly Premonition 2: A Blessing in Disguise
Deadly Premonition 2: A Blessing in Disguise — компьютерная игра в жанре survival horror в открытом мире, разработанная Toybox Inc., White Owls Inc. и Now Production, и изданная Rising Star Games 10 июля 2020 года для Nintendo Switch и 11 июня 2022 года для Windows. Является одновременно приквелом и сиквелом Deadly Premonition.

## Игровой процесс
Deadly Premonition 2 разделена на два эпизода. В первом игрок управляет агентом ФБР Алией Дэвис, ведущей дело об убийстве девочки-подростка, и допрашивает Фрэнсиса Зака Моргана. Действие второго эпизода разворачиваются за 14 лет до второго; игрок управляет молодым Фрэнсисом Йорком Морганом, занимаясь расследованием того же дела.

## Разработка и выход
A Blessing in Disguise была анонсирована в сентябре 2019 года, руководителем проекта и сценаристом выступил Хидэтака «Swery65» Суэхиро (Swery65). Выпуск для Nintendo Switch состоялся 10 июля 2020 года. Порт для Windows был выпущен 11 июня 2022 года.

## Отзывы критиков
| Сводный рейтинг    | Сводный рейтинг                  |
| Агрегатор          | Оценка                           |
| ------------------ | -------------------------------- |
| Metacritic         | 56/100 (Switch) 54/100 (Windows) |
| Иноязычные издания |                                  |
| Издание            | Оценка                           |
| Destructoid        | 8/10                             |
| Game Informer      | 5/10                             |
| GameSpot           | 5/10                             |
| Hardcore Gamer     | 3,5/5                            |
| IGN                | 5/10                             |

Deadly Premonition 2 получила смешанные отзывы, согласно агрегатору рецензий Metacritic.